# 封开地黄连
封开地黄连（学名：Munronia hainanensis var. microphylla）为楝科地黄连属下的一个变种。

## 扩展阅读
- 維基物種上的相關：封开地黄连